# Comté de Kings (Île-du-Prince-Édouard)
Pour les articles homonymes, voir Comté de Kings.
Le Comté de Kings est un des trois comtés de l'Île-du-Prince-Édouard. Il se trouve dans la partie Est de l'île.
Le comté a été nommé par Samuel Holland en 1765 pour le Roi George III (1738-1820). Le siège du comté de Kings est Georgetown (population de 2011 est 718). Sa plus grande ville est Montague (population de 2011 est 5,134).
C'est le comté de la province le plus petit, le plus rural et le moins peuplé. Le comté de Kings est moins dépendant de l'agriculture comparée aux deux autres comtés, mais est très dépendant de la pêche et l'industrie forestière. De grandes parties du comté sont toujours boisées et a la scierie la plus importante de la province. L'autre industrie, à part du bois et des fermes industrielles, est un petit chantier naval, bien qu'il y ait de petites manufactures établies dans les dernières années.
En 2008, le comté de Kings était la région avec le deuxième plus haut taux d'obésité au Canada. La plus grande ville est  Three Rivers.

## Démographie
| 2001   | 2006   | 2011   | 2016   |
| ------ | ------ | ------ | ------ |
| 19 180 | 18 608 | 17 990 | 17 160 |

## Communautés
- Villes
  - Souris
  - Three Rivers
- Municipalités rurales
  - Annandale-Little Pond-Howe Bay
  - Central Kings
  - Eastern Kings
  - Morell
  - Murray Harbour
  - Murray River
  - Souris West
  - St. Peter's Bay
- Zone non-incorporée
  - Fortune Bridge
- Réserve indienne
  - Morell 2